# Церква Усікновення голови святого Іоана Предтечі (Гниловоди)
Церква Усікновення голови святого Іоана Предтечі в Гниловодах — парафія і храм Теребовлянського благочиння Тернопільської єпархії Православної церкви України в селі Гниловодах Тернопільського району Тернопільської области. Пам'ятка архітектури місцевого значення.

## Історія церкви
У 1874 році церкву Преображення Господнього перевезли із села Галич Підгаєцького повіту та встановили на місці, де раніше згорів дерев'яний храм. Велику пожертву на будівництво зробив місцевий житель Андрій Бугай. У 1928 році збудували дзвіницю.
При церкві активно діяли братство та сестринство. Серед відомих членів минулого були: Корнило Свідерський, Степан Зозуля, Микола Окіпний, Василь Шалапський, Павло Маслянко, Григорій Савчук, Григорій Бусько, Данило Бусько, Яким Патра, Корнило Окіпний, Йосип Товпешко, Петро Мороз.
Нині братство продовжує свою діяльність, до його складу входять: Ігор Луцишин, Володимир Трач, Роман Патра, Петро Гефко. Молодими членами братства є: Павло Маслянко, Тарас Кривий, Юрій Колейко, Тарас Репецький, Андрій Патра, Олег Федчишин, Михайло Губанов.
У 2009 році в селі збудували та освятили капличку Пресвятої Богородиці на кошти уродженця села Володимира Опацького.

## Парохи
- о. Мандичевський,
- о. Василь Томович,
- о. Йосип Кліцикевич,
- о. Андрій Трач,
- о. Павло Сендецький (1946—1971),
- о. Чубатий (1971—1974),
- о. Михайло Будник (1974—1981),
- о. Омелян Легета (1981—1988),
- о. Михайло Смачило (1988),
- о. Богдан Школьницький (1989—1990),
- о. Ігор Болюх (1990—липень 1994),
- о. Володимир П'єцух (1994),
- о. Андрій Осадчук (1995),
- о. Петро Ангел (1995—1996),
- о. Юрій Терлюк (1996—2002)
- о. Іван Коляса (з серпня 2002).